# Leptoconops camelorum
Leptoconops camelorum är en tvåvingeart som först beskrevs av Jean-Jacques Kieffer 1921.  Leptoconops camelorum ingår i släktet Leptoconops och familjen svidknott. Inga underarter finns listade i Catalogue of Life.